# Miguel Ángel Rellán García
Miguel Ángel Rellán García (Tetuan, llavors Protectorat espanyol del Marroc, 7 de novembre de 1942) és un actor espanyol que ha participat en nombroses pel·lícules, obres de teatre i sèries de televisió, i ha exercit també com a escriptor.

## Biografia
Malgrat llicenciar-se com metge, Miguel Rellán és reconegut per la seva faceta d'actor.
Els seus primers passos en la professió van ser durant la seva època d'estudiant en la Universitat de Sevilla, on va ingressar al Teatro Español Universitario i fundà Esperpento, un dels grups de teatre independent de major renom durant quatre anys (1965-1969).
A partir de 1974, ja en Madrid, va intervenir en muntatges teatrals, programes dramàtics i sèries filmades per a televisió i produccions cinematogràfiques, debutant amb la pel·lícula El perro (1979), d'Antonio Isasi-Isasmendi. També participà en El crack i El crack II, de José Luis Garci i a les ordres de José Luis Cuerda a El bosque animado i Amanece, que no es poco. Igualment a El perro del hortelano, de Pilar Miró.
Debe su popularidad al medio televisivo, habiendo protagonizado series de éxito como La Regenta, Menudo es mi padre o Compañeros.
La primera experiència de Rellán com a escriptor va ser Seguro que el músico resucita (Valdemar, 1998).
S'incorpora en 2015 de forma no fixa a la novena temporada de La que se avecina.

## Filmografia

### Cinema
- Tiempo Después (2018), de José Luis Cuerda
- Toc Toc (2017), de Vicente Villanueva.
- Villaviciosa de al lado (2016), de Nacho G. Velilla.
- A cambio de nada (2015), de Daniel Guzmán.
- Pixel Theory (2014), segment La Biblioteca de Lucien de David Galán Galindo.
- No lo llames amor, llámalo X (2011), d'Oriol Capel.
- ¿Estás ahí? (2011), de Roberto Santiago.
- Animales de compañía  (2008), de Nicolás Muñoz.
- Sangre de mayo (2008), de José Luis Garci.
- Días de cine (2007), de David Serrano de la Peña.
- Ninette (2005), de José Luis Garci.
- El chocolate del loro (2004), de Ernesto Martín.
- Tiovivo c. 1950 (2004), de José Luis Garci.
- No te fallaré (2001), de Manuel Ríos San Martín
- ¡Ja me maaten...! (2000), de Juan Antonio Muñoz.
- Corazón loco (1997), de Antonio del Real.
- El perro del hortelano (1995), de Pilar Miró.
- Todos a la cárcel (1993), de Luis García Berlanga.
- El maestro de esgrima (1992), de Pedro Olea.
- Cómo ser mujer y no morir en el intento (1991), d'Ana Belén.
- El día que nací yo (1991), de Pedro Olea.
- ¡Ay, Carmela! (1990), de Carlos Saura.
- Ovejas negras (1989), de José María Carreño.
- El aire de un crimen (1988), d'Antonio Isasi-Isasmendi.
- Amanece, que no es poco (1988), de José Luis Cuerda.
- Bajarse al moro (1988), de Fernando Colomo.
- El vuelo de la paloma (1988), de José Luis García Sánchez.
- Soldadito español (1988), d'Antonio Giménez-Rico.
- Loco veneno (1988), de Miguel Hermoso.
- Jarrapellejos (1987), d'Antonio Giménez-Rico.
- El bosque animado (1987), de José Luis Cuerda.
- El hermano bastardo de Dios (1986), de Benito Rabal.
- El viaje a ninguna parte (1986), de Fernando Fernán Gómez.
- La vida alegre (1986), de Fernando Colomo.
- Tata mía (1986), de José Luis Borau.
- Terroristas (1986), de Antonio Gonzalo.
- Sé infiel y no mires con quién (1985), de Fernando Trueba.
- Marbella, un golpe de cinco estrellas (1985), de Miguel Hermoso.
- La vieja música (1985), de Mario Camus.
- Café, coca y puro (1984), d'Antonio del Real.
- Tasio (1984), de Montxo Armendáriz.
- Dos mejor que uno (1984), d'Ángel Llorente.
- Las bicicletas son para el verano (1984), de Jaime Chávarri.
- El crack II (1983), de José Luis Garci.
- J.R. contraataca (1983), de Francisco Lara Polop.
- Juego de poder (1983), de Fausto Canel.
- Femenino singular (1982), de Juanjo López.
- Le llamaban J.R. (1982), de Francisco Lara Polop.
- Asesinato en el Comité Central (1982) de Vicente Aranda.
- Adulterio nacional (1981), de Francisco Lara Polop.
- Las aventuras de Enrique y Ana (1981), de Tito Fernández.
- El crack (1981), de José Luis Garci.
- Soldados (1978), d'Alfonso Ungría.
- Mala racha (1977), de José Luis Cuerda.

### Televisió
- Tiempos de guerra (2017) com a Dámaso
- Vergüenza (2017-¿?) com a Carlos
- Cuéntame cómo pasó (2016) com a General (Paper episòdic)
- La que se avecina (2016) com a Cristóbal López García (Paper recurrent)
- Águila Roja (2015) com a emissari reial
- El ministerio del tiempo (2015-2016) com a Gil Pérez
- Los misterios de Laura (2011, 2014) com a Isidoro de la Villa/Sebastián de la Villa
- Frágiles (2013) com a Ricardo
- Fenómenos (2012) com a Eugenio Nebot
- Rescatando a Sara (2011) com a Ministro de exteriores
- Historias robadas (2011) com a Doctor Gil
- Plaza de España (2011) com a Don Benito
- Raphael: una historia de superación personal (2010) com a Doctor Llano
- El comisario (2008-2009)
- Soy el solitario (2008)
- La dársena de poniente(2007) com a Leopoldo
- películas para no dormir: Regreso a Moira (2006), de Mateo Gil com a Vicente
- Los Serrano (2005)
- Paco y Veva (2004) com a Clemente
- Compañeros (1998-2002) com a Félix Torán
- Menudo es mi padre (1996-1998) com a Antonio
- La Regenta (1995), de Fernando Méndez-Leite Serrano com a Frígilis
- El Buscavidas (1993) com a Fermín
- Tango (1992) com a Aledre
- Una hija más (1991) com a Demetrio Sánchez
- Las gallinas de Cervantes (1988) com a Cervantes
- Turno de oficio': cap 5°: "Cosecha del 73" (1986) com a El Pato
- Goya (1985)
- Los desastres de la guerra (1983)
- Juanita la larga (1982) com a El cura

### Teatre
- 7 años (2018), de José Cabeza[4]
- Ninette y un señor de Murcia (2015), de Miguel Mihura[5]
- El viaje a ninguna parte (2014), de Fernando Fernán Gómez
- Los hijos se han dormido (2012), de Daniel Veronese, adaptació de La gavina de Txekhov.
- Luces de bohemia (2012), de Valle-Inclán.
- Al final del arco iris (2011), de Peter Quilter.
- La abeja reina (2009), de Charlotte Jones.
- Marat Sade (2007), de Peter Weiss.
- Cuentos del Burdel (2005), de Miguel Hermoso.
- Los cabellos de Absalon (1983), de Calderón de la Barca.
- El gran teatro del mundo (1981), de Calderón de la Barca.
- La coartada, de Fernando Fernán Gómez.
- Amadeus, de Peter Shaffer.
- Las reclamaciones, de Valle-Inclán.
- El caballero de Olmedo, de Lope de Vega.
- La lozana andaluza, de Francisco Delicado.
- La infanta palancona, de Francisco de Quevedo.
- El alcalde de Zalamea, de Calderón de la Barca.
- Comedia veneciana de la cucaracha, de Miguel Rellán.
- Fuenteovejuna, de Lope de Vega.
- Volpone, de Ben Jonson.
- La murga, d'Alfonso Jiménez Romero.
- Soldados, de Rolf Hochhuth.
- Novecento, d'Alessandro Baricco

## Premis i candidatures
Premis Goya
| Any  | Categoria                                     | Pel·lícula | Resultat  |
| ---- | --------------------------------------------- | ---------- | --------- |
| 1986 | Millor interpretació masculina de repartiment | Tata mía   | Guanyador |

Premis de la Unión de Actores
| Any  | Categoria                                    | Treball                                       | Resultat  |
| ---- | -------------------------------------------- | --------------------------------------------- | --------- |
| 2014 | Millor actor protagonista de teatre          | Novecento. La leyenda del pianista del océano | Guanyador |
| 1992 | Millor interpretació secundària de televisió | Tango                                         | Guanyador |

Medalles del Cercle d'Escriptors Cinematogràfics
| Any  | Categoria              | Pel·lícula     | Resultat |
| ---- | ---------------------- | -------------- | -------- |
| 2008 | Millor actor secundari | Sangre de mayo | Nominat  |

Altres premis
- 2012: I Premi Ceres del Festival de Mèrida per Luces de bohemia.
- 2005: Premio Ram de Valladolid per Cuentos del Burdel.
- 2003: Premi del Festival de Curtmetratges del Mediterrani per Revolución.
- 2002: Premi del Festival de Curtmetratges de Cortada (a Vitòria) per Revolución.
- 1988: Premi Europa de TV per Las gallinas de Cervantes.
- 1986: Premi Mundo Abierto per La vieja música.
- 1982: Finalista Guia de l'Oci de Cinema per El crack.

Premis per la seva trajectòria
- 2011: Premio Retina Especial del Festival de Cinema de Ponferrada.
- 2010: Premi Luis Ciges del Festival de Cinema d'Islantilla.
- 2001: Premi José Isbert del Festival Internacional de Cinema de Comèdia de Peníscola.